# Чжай Цзюнь
Чжай Цзюнь (род. в декабре 1954 г., пров. Хэбэй) — китайский дипломат, заместитель министра иностранных дел КНР (2009—2014), посол Китая в Ливии (1997—2000), с января 2014 года посол Китая во Франции и Монако.

## Биография
В 1975—1980 гг. референт Службы перевода МИД КНР.
В Департаменте стран Западной Азии и Северной Африки МИД КНР: в 1985—1992 гг. работник, в 1996—1997 гг. советник, в 2000 году заместитель, в 2003—2006 гг. директор.
В 2001—2003 гг. начальник Управления по работе с дипломатическими представительствами за рубежом.
Член посткома Чжэньцзянского (пров. Цзянсу) горкома КПК (2000—2001).
С 2006 года помощник, в 2009—2014 годах заместитель министра иностранных дел КНР. Курировал отношения со странами Западной Азии, Северной Африки, отношения с африканскими странами, работу с прессой.
За границей: в 1980—1985 гг. сотрудник посольства КНР в Йемене, в 1992—1996 гг. первый секретарь, советник посольства КНР в Королевстве Саудовская Аравия. В 1997—2000 гг. посол КНР в Ливии.
С января 2014 года посол Китая во Франции и Монако.
Женат, есть сын.